# 大事件だよ全員集合!!
『大事件だよ全員集合!!』（だいじけんだよぜんいんしゅうごう!!）は、1973年に制作・公開されたドリフターズ主演の「全員集合シリーズ」および松竹ドリフ映画第12弾。併映は『男はつらいよ 私の寅さん』。
本作で荒井注がドリフ映画最後の出演となる。その一方、当時ドリフの「見習い」で、翌年から荒井に代わってメンバーとなる志村けんと、同じくドリフの「見習い」のすわ親治がシリーズ初登場。マドンナ役は松坂慶子で、歌のゲストはアグネス・チャン。

## ストーリー
探偵の伊刈長吉は、助手の仲本と共に探偵事務所を営んでいた。しかし客は全く来ず、家賃滞納で大家に追い立てられ、行きつけのラーメン屋の亭主・荒井忠次とその店員の高木からも数か月間たまっているラーメン代の取り立てに遭っていた。長吉が夜逃げの準備をしていると、そこに自衛隊から逃げてきた加藤ヒデオが、ラーメン屋で食い逃げをし、探偵事務所に逃げ込んできた。長吉はその加藤を追ってきたラーメン屋と喧嘩になり、シビレを切らした長吉は、加藤、仲本、荒井、高木の4人の前で「俺はCIAの東京支部長だ。俺に逆らった奴は殺されるぞ」と口から出まかせの大ボラを吹く。それを信じ込んだ4人は新米探偵として長吉の部下となり、仕事を解決していく。

## スタッフ
- 製作：沢村国男、井沢健
- 原作・監督：渡邊祐介
- 脚本：渡邊祐介、田坂啓、森﨑東
- 撮影：荒野諒一
- 美術：森田郷平
- 音楽：たかしまあきひこ
- 録音：田中俊夫
- 調音：小尾幸魚
- 照明：佐久間丈彦
- 編集：寺田昭光
- 監督助手：白木慶二
- 製作主任：峰順一
- 装置：若林六郎
- 装飾：宗田八郎
- 衣裳：松竹衣裳
- 現像：東洋現像所
- 進行：柴田忠
- 協力：土佐清水市、足摺パシフィックホテル、全日空、幡多観光自動車、銘菓・土佐日記

## キャスト
- 伊刈長吉：いかりや長介
- 加藤ヒデオ：加藤茶
- 荒井忠次：荒井注
- 仲本工作：仲本工事
- 高木風太：高木ブー
- 坂本ミサオ：松坂慶子
- 坂本久馬：伴淳三郎
- 矢代五郎：長谷川明男
- 鬼山：玉川良一
- 黒木：藤村有弘
- 二宮修身：石山健二郎
- 神崎：山本麟一
- 桃太郎：中尾ミエ
- ぽん太：ひろみどり
- 川上テツ子：天地総子
- 屑屋：木田三千雄
- 関口銀之勘：由利徹
- 関口マリ子：十勝花子
- 鯛焼屋の亭主：芦屋小雁
- おかみさん：西岡慶子
- 女将：楠トシエ
- 老婆：武智豊子
- ちり紙交換：志村けん（※志村健名義）
- 焼き場の係員：さとうさぶろう
- 鯛焼き屋の女房：水町千代子
- 組合員：中田耕二、城戸卓
- 神崎の子分：園田健二、中川秀人、須賀良
- 二宮の秘書：加島潤
- バーテン：志馬琢哉
- 検死医：小森英明
- 芸者：金子亜子
- 女子大生：藤田純子、野々深知
- 学生：鷹嘴善一、すわ親治（※諏訪園親治名義）、山本明生、本橋和敏、大船太郎、佐野大輔
- 歌手：アグネス・チャン

## 主題歌・挿入歌
主題歌「燃ゆるドリフだ」
作詞：佐藤惣之助 / 作曲：山田耕筰 / 替詞：渡邊祐介 / 歌：ザ・ドリフターズ
「燃ゆる大空」の替え歌。
挿入歌「小さな恋の物語」
作詞：山上路夫 / 作曲：森田公一 / 編曲：馬飼野俊一 / 歌：アグネス・チャン

## ビデオソフト化・テレビ放送
2000年に松竹ホームビデオから本作を収録したVHSビデオがリリースされたが、その後ビデオソフトは発売されておらず、DVD化もBD化もされていない。
1980年10月1日にテレビ朝日系列の『水曜スペシャル』でテレビ放送された。
2019年2月に日本BS放送 (BS11) の『水曜シネマ・昭和喜劇シリーズ』にて、本作のHDリマスター版がテレビ初放送された。